# Best of Khaled
Best of Khaled è il primo album di raccolta del cantante algerino Khaled, pubblicato nel 2007.
Delle quindici tracce del disco, le ultime due sono inediti.

## Tracce
1. Didi – 4:59
2. Waharane – 4:25
3. Aicha (versione bilingue) – 4:20
4. Abdel Kader (live con Faudel e Rachid Taha) – 5:02
5. Ouelli El Darek – 3:11
6. Oran Marseille (con Akhenaton e Shurik'n degli IAM) – 4:26
7. Les ailes – 4:54
8. Sahra – 4:14
9. Ne m'en voulez pas – 4:55
10. N'Ssi N'Ssi – 3:30
11. Ya-Rayi – 3:59
12. H'Mama – 6:47
13. Benthi (con Melissa M) – 4:44
14. La terre a tremblé (inedito) – 4:27
15. Mon premier amour (inedito con Lady Laistee) – 3:15